# ジョセフ・デズモンド・オコナー
ジョセフ・デズモンド・オコナー（英語：Joseph Desmond O'Connor、1919年12月10日 - 1998年7月15日）は、イギリスの言語学者、音声学者である。

## 略歴
オコナーは、父親が市長を務めていたこともあるイングランド・ハロゲイトで育ち、1937年にユニバーシティ・カレッジ・ロンドン（UCL）に入学。フランス語を学んだ。しかし、当時は第二次世界大戦期であったこともあり、オコナーもイギリス陸軍王立装甲軍団（Royal Armoured Corps）に入隊し、終戦時には陸軍少佐にまで昇進した。
1945年、UCLの音声学科の創設者であるダニエル・ジョーンズに手腕を買われ、UCLの音声学教員に着任した。
1980年、UCLの教員を早期退職した。これは一説に、オコナー自身が音声学科長になることを避けるためだと言われている。

## 人物
オコナーを教員に招聘したジョーンズが内気で厳格な人物であったのに対し、オコナーと彼の同時代に活躍した音声学者の同僚（中でもアルフレッド・チャールズ・ギムソンやGordon Frederick Arnold）は、お互いに、そして学生たちに非常に気楽に接することのできる音声学派をUCL内で発展させた。
それが英国学派音声学の発展に繋がったのは言うまでもない。当時アメリカで大流行していた「構造主義言語学」の影響を、先駆者であるジョーンズの壮大な考えを巧みに反映させながら、1950年～1980年までの英国学派音声学の多くの基盤を作った。  

## 功績

### 『Intonation of Colloquial English』の出版
1950年代の音声学は、多くの音声学者が英語のイントネーションを言語学的に体系化させようと試みていたが、そのどれもが困難を極めていた。そんな中、オコナーと彼の同僚であるArnoldは、1961年に『Intonation of Colloquial English』という英語のイントネーションに関する書籍を執筆・出版した。
この本は、それまでの英語のイントネーション研究を圧倒的に凌駕し、2006年にEnglish Intonationという英語のイントネーションの名著ともいうべき書籍を執筆・出版したJohn Christopher Wellsですら、The Guardianに投稿した追悼記事（Obituary）で『これに勝る教科書は存在しない（but no better textbook has been published that could supersede it.）』と語った。
なお、『これに勝る教科書は存在しない』という紹介文はWells（2006）のまえがきに書かれており、Wells（2006）が出版されるまでは、O’Connor, J. D. and Arnold, G. F.（1961）が唯一無二の英語のイントネーションに関する書籍だったことを物語っている。

## 出版
- O’Connor, J. D. (1967). Better English pronunciation (rev. 1980). Cambridge University Press
- O’Connor, J. D. (1971). Advanced phonetic reader. Cambridge University Press
- O’Connor, J. D. (1973). Phonetics. Penguin
- O’Connor, J. D., & Arnold, G. F. (1961). The intonation of colloquial English. Longman
- O’Connor, J. D., & Arnold, G. F. (1973). The intonation of colloquial English (2nd ed.). Longman
- O’Connor, J. D., & Fletcher, C. (1989). Sounds English. Longman